# Ramon Folc de Cardona-Anglesola
Ramon Folc de Cardona-Anglesola   (Bellpuig, 1467 (Gregorià) - Nàpols, 10 de març de 1522 (Gregorià)) fou un militar i marí català, comte d'Alvito i d'Oliveto i duc de Somma, baró de Bellpuig, virrei de Sicília (1507-09) i de Nàpols (1509-1522) i capità general de la Santa Lliga (1511-13). 

## Biografia
Era fill d'Antoni de Cardona i de Centelles i de Castellana de Requesens. Casat l'any 1506 amb Elisabet de Requesens i Enríquez, fou comte consort de Palamós, de Trivento i d'Avellino i baró de Calonge. Tingueren els següents fills:
- Ferran de Cardona i de Requesens.
- Catalina Folc de Cardona i de Requesens.

Una filla il·legítima, Caterina de Cardona, fou criada a Nàpols, i de retorn a Espanya, es retirà de la cort i feu vida eremítica a una cova de la província de Conca, adquirint fama de santedat.
L'any 1505 va destacar com a almirall en la conquesta de  Mers el-Kebir durant les campanyes del nord d'Àfrica. Va participar en la guerra de la Lliga de Cambrai (Guerres d'Itàlia) amb l'exèrcit de Ferran el Catòlic. Va ser virrei de Sicília (1507-1509) i Nàpols (1509-1522), on va aconseguir del rei que abandonés el projecte d'introduir a Nàpols la inquisició. Com a cap dels exèrcits de la Santa Lliga, al capdavant de les tropes pontifícies va assetjar Bolonya, revoltada contra el papa. Gastó de Foix, duc de Nemours —germà de Germana de Foix i cap de l'exèrcit francès—, el va derrotar a Ravenna (1512), en una de les batalles més sagnants d'Itàlia. Després de les victòries de Novara i La Motta (1513), va restituir els Mèdici a Florència, va expulsar els francesos del nord d'Itàlia i va assetjar Venècia, apartada de l'aliança després de pactar amb França. A la mort del papa Juli II (1513) va prosseguir com a cap de l'exèrcit del nord d'Itàlia fins a l'arribada de la poderosa expedició de Francesc I de França el 1515, data en què va tornar a Nàpols.
A la mort de Ferran el Catòlic l'any 1516, Ramon feu jurar fidelitat a tots els nobles napolitans un per un. Renovà les propietats reials i les pròpies, com el comtat d'Alvito i d'Oliveto.

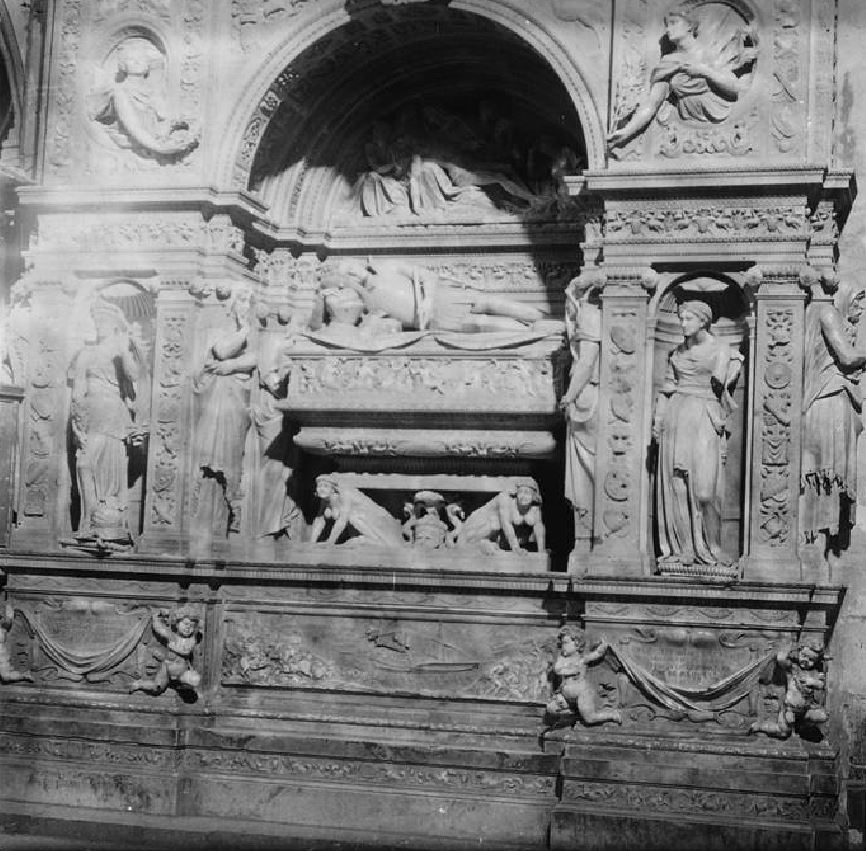
Tomba de Ramon Folc de Cardona en una imatge de 1912

Va atorgar testament a Nàpols el 24 de febrer del 1522 davant el notari Francesco Nubulis, publicat l'll de març del mateix any pel notari Aniello Jordán. Fou enterrat al seu poble natal de Bellpuig, en un fastuós mausoleu encarregat per la seva vídua, Elisabet de Requesens i Enríquez, a l'escultor italià Giovanni Merliano da Nola. Aquesta obra renaixentista, realitzada en marbre blanc de Carrara, és una de les més importants del seu gènere a l'Estat espanyol. Inicialment el mausoleu va ser ubicat al convent de Sant Bartomeu, que ell va fundar. El 1841-1842, després de l'exclaustració, el mausoleu va ser traslladat a l'església parroquial de Sant Nicolau.